# 조제프 캉틀루브
마리조제프 캉틀루브(Marie-Joseph Canteloube de Malaret, 프랑스어 발음: [maʁi ʒɔzɛf kɑ̃tlub də malaʁɛ], 1879년 10월 21일~1957년 11월 4일)은 프랑스의 작곡가이자 음악학자이다. 오베르뉴의 민요를 모아 만든 《오베르뉴의 노래Chants d'Auvergne》가 유명하다.

## 생애
캉틀루브는 아르데슈주 앙노네의 오베르뉴 출신 가문에서 태어났다. 6살부터 프레데리크 쇼팽의 친구인 아멜리에 되처(Amélie Doetzer)에게 피아노를 배웠다. 바칼로레아를 획득한 뒤에는 보르도의 은행에 취직했다. 이후 1896년에 아버지가 사망하자 병마와 싸우던 캉탈루브는 앙노네 말라레(Malaret)에 있는 어머니에게 돌아간다. 이후 1899년에 어머니가 사망하고, 그로부터 2년 후, 샤를로뜨 마르테 칼라레(Charlotte Marthe Calaret)와 결혼하여 1903년에는 쌍둥이인 피에르와 기를 낳는다.
캉틀루브는 1901년부터 뱅상 당디와 편지를 주고받으며 음악공부를 시작한다. 처음에는 고향인 말라레를 떠나기를 주저했으나, 당디의 거듭되는 설득으로 1907년에 스콜라 칸토룸에 입학한다. 캉틀루브는 뱅상 당디와 샤를 보르드의 가르침 아래 데오다 드 세브락, 이사크 알베니스, 알베르 루셀 등과 교제하며 학교를 다니다가 1914년에 제1차 세계 대전이 발발하며 학교를 떠난다.
1907년에 4개의 악장으로 구성된 바이올린과 피아노를 위한 모음곡 《산에서Dans la montagne》를 쓴다. 이후 보컬과 현악 4중주를 위한 《감상적인 대화Colloque sentimental (1908)》와 관현악을 위한 《가을의 목가Eglogue d'Automne (1910)》, 교향시 《먼 곳의 공주님으로Vers la Princesse lointaine (1912)》, 관현악 반주 가곡 《봄에Au Printemps》와 연작 멜로디집 《대지 L' Arada (1922)》 등을 작곡한다.
1910년부터 1925년까지 자기가 직접 대본을 작성하여 오페라 《농장Le Mas》을 작곡한다. 이 첫 번째 3막짜리 오페라는 1925년에 우제루 상과 10만 프랑을 수상했다. 그러나 오페라 코미크의 이사들은 이 작품에 부정적이어서 1929년 4월 3일의 초연을 제외하고 다시는 연주되지 못했다. 두 번째 오페라인 《베르킨게토릭스Vercingétorix》는 퓌드돔주 리옴 시장 에티엔 클레망텔(Étienne Clémentel)과 엘베 루비크(Hervé Louwyck)의 합작 대본에 의한 4막의 오페라로 율리우스 카이사르의 갈리아 원정을 다루고 있다. 1933년 6월 22일에 파리 오페라에서 초연되었으나 성공하지 못했다.
1925년 몇 명의 오베르뉴 출신의 젊은이들과 함께 라 부레 (La Bourrée)라는 이름의 모임을 파리에서 창단하여 고향의 민요를 보급하려 노력했다. 캉틀루브는 민요에 대해
 농민의 노래라는 것은 형식이 아닌, 정서나 표현에 있어서 가장 순수한 예술의 수준으로 도달하곤 한다

 
les chants paysans s’élèvent bien souvent au niveau de l'art le plus pur, par le sentiment et l'expression, sinon par la forme

고 말했다. 이후 민족주의적인 음악을 많이 작곡했는데, 루에르그, 리무쟁 등지의 민요를 기반으로 《상부 오베르뉴의 노래Chants de Haute-Auvergne》와 지역의 종교적인 민요에 의한 《오베르뉴의 종교 노래Chants religieux d' Auvergne》, 필리아스 르벡의 시에 의한 《갈리아인의 찬가 L' Hymne des Gaules》를 작곡하였다. 갈리아 음유시인 대학의 설립에도 참여하였다.
1941년에는 나치 지배하의 비시 프랑스에 협력하며 친군주제 언론인 악시옹 프랑세즈에 투고하였다. 이후 여러 라디오 방송국에서 민요 프로그램 "프랑스의 노래folklore français"를 진행했다. 이 방송은 지역의 대중 음악을 보급하는 데 기여했다.
작곡가가 아닌 음악학자로서도 프랑스 전통 민요를 채보하고 간행하는 등의 활동을 이어갔다. 1949년에는 은사인 뱅상 당디, 1950년에는 친구인 데오다 드 세브락의 평전을 집필하였다.
칸탈루브는 1924년부터 1955년까지 30년이 넘는 시간동안 《오베르뉴의 노래Chants d' Auvergne》를 다듬어 마침내 완성시켰다. 이 가곡집은 프랑스 민요의 소박한 선율과 함께 오케스트라의 눈부신 음색으로 오베르뉴의 풍경을 표현한다.
캉틀루브는 에손주 그리니에서 1957년에 향년 78세의 나이로 사망한다.

## 음반
- Chants d'Auvergne, Vol. 1, with Frederica von Stade and the Royal Philharmonic Orchestra, conducted by Antonio de Almeida, Columbia, 1982
- Chants d'Auvergne, Vol. 2 & Triptyque, with Frederica von Stade and the Royal Philharmonic Orchestra, conducted by Antonio de Almeida, Columbia, 1986
- Chants d'Auvergne, with Kiri Te Kanawa and the English Chamber Orchestra, conducted by Jeffery Tate, Decca, 1995
- Canteloube: Chants d'Auvergne - Complete, with Dawn Upshaw and the Lyon National Opera Orchestra, conducted by Kent Nagano, Erato 44656, 2002

## 참고 문헌
- Sadie, Stanley (Ed.) [1992] (1994). The New Grove Dictionary of Opera, Vol. 1, A-D, chpt: "Canteloube (de 마), (Marie) Joseph" by Richard Langham Smith, New York: MacMillan. ISBN 0-935859-92-6.
- L.G. Boursiac, Canteloube (Toulouse, 1941)
- Françoise Cougniaud-Raginel, Joseph Canteloube : chantre de la terre 1879–1957 (Béziers, 1988)
- Cahours d'Aspry, Jean-Bernard. Joseph Canteloube (1879-1957): chantre d'Auvergne et d'ailleurs. (Biarritz: Séguier, 2000)